# Vasile Șevcenco
Vasile Ion Șevcenco (n. 25 martie 1937, com. Pelivan (s. Mitoc), raionul Orhei, Republica Moldova – d. 18 iunie 2013, or. Orhei, Republica Moldova) politician, a fost deputat în Primul Parlament al Republicii Moldova între anii 1990–1994.
Sevcenco Vasile s-a născut la 25 martie 1937 în com. Pelivan (s. Mitoc), județul Orhei, Regatul României, astăzi în raionul Orhei, Republica Moldova. În anul 1956 a absolvit Școala Medie Nr.2 din orașul Orhei. În anii 1959-1961 sa încorporat în serviciu militar în termen.
În anii 1959-1961 a lucrat ca muncitor în sovhozul “Orheischii” în orașul Orhei. Studiile și le-a făcut la Institutul Agricol “Frunză” din Chișinău (acum Universitatea Agrară din Moldova), pe care l-a absolvit în anul 1966 la spesialitatea Inginer-mecanic. Ulterior a activat în calitate de mecanic, șef de garaj, ingener șef în sovhozul “Orheischii” în orașul Orhei (1966-1970), director a coloanei auto 2830 (1970-1977).
În anii 1977-1990 președinte al Comitetului Executiv Orășenesc Orhei.
În anii renașterii naționale, a fost ales în primul Consiliu municipal Orhei în funcția de președinte al Sovietului Orășenesc Orhei (1990-1992), deputat în Primul Soviet Orășenesc de deputați (1990-1991), deputat în Primul Parlament al Republicii Moldova (1990-1994), director general al Agenției Teritoriale Orhei pentru Privatizare (1992-2003).
Ca deputatul Parlamentului Republicii Moldova (1990-1994), Vasile Șevcenco a participat la votarea Declarației de Independență a Republicii Moldova, aprobarea Constituției Republicii Moldova, cât și la introducerea grafiei latine și limbii române pe teritoriul Republicii Moldova, aprobarea Imnului și Drapelului de Stat al Republicii Moldova.
A fost distins cu Titlul onorific “Cetățean de Onoare” al or. Orhei, “Drapelul Roșu de Muncă”, “Insigna de Onoare”, “Medalia Meritul Civic”. În 2012 a fost decorat cu „Ordinul Republicii” de către Președintele Republicii Moldova Nicolae Timofti.
S-a stins din viață 18 iunie 2013 în orașul Orhei, Republica Moldova.